# 제한 (수학)

정의역 위의 함수 은 역함수를 가지지 않는다. 만약 을 음이 아닌 실수로 제한하면 제곱근 라는 역함수가 존재한다.

수학에서 함수 {\displaystyle f}의 제한(制限, 영어: restriction)은 원래 함수 {\displaystyle f}에서 본래 정의역보다 작은 정의역 {\displaystyle A}를 선택한 새로운 함수이다. {\displaystyle f\vert _{A}} 또는 {\displaystyle f{\upharpoonright _{A}}}이라고 표기한다. 이때 함수 {\displaystyle f}를 {\displaystyle f\vert _{A}}의 확장(영어: extend)이라고 말한다.

## 공식적인 정의
{\displaystyle f:E\to F}를 집합 {\displaystyle E}에서 집합 {\displaystyle F}로 가는 함수라고 하자. 만약 집합 {\displaystyle A}가 {\displaystyle E}의 부분집합이라면, {\displaystyle f}의 {\displaystyle A}로의 제한은 {\displaystyle x\in A}에 대해 {\displaystyle {f|}_{A}(x)=f(x)}로 주어진 함수 {\displaystyle {f|}_{A}:A\to F}이다. 비공식적으로, {\displaystyle f}의 {\displaystyle A}으로의 제한은 {\displaystyle A}에서만 정의된 {\displaystyle f}와 동일하다.

## 같이 보기
- 제약 조건
- 변형수축
- 함수#제한